# Assemblage 23
Assemblage 23 is een futurepop-/synthpop-/EBM-dance-act uit de Verenigde Staten. Het is het project van Tom Shear, wonende in Seattle. Bij liveoptredens wordt hij bijgestaan door Paul Seegers (keyboard) en Kevin Choby (drums).

## Biografie
Begin jaren 80 experimenteerde Shear met muziek onder de naam Men on a Stage. Op dat moment speelde hij ook bas in een punkband. Hij durfde niet te zingen vanwege een gebrek aan vertrouwen in zijn eigen zangkwaliteiten. Op een gegeven moment begon hij toch zijn eigen zang onder de nummers te zetten.
Na het bezoeken van een concert van Depeche Mode was hij zo gegrepen door de industrial- en EBM-tracks die in het voorprogramma door een dj werden gedraaid, dat hij Assemblage 23 oprichtte. Met de ontdekking van deze muziekgenres had hij eindelijk het geluid gevonden voor zijn muziek. Het duurde nog tot 1998 voordat zijn muziek onder de aandacht kwam van een platenmaatschappij.
In november 1999 kwam zijn eerste cd uit onder de naam Contempt, in maart 2001 gevolgd door zijn tweede cd, Failure. In het nummer Disappoint van deze cd gaat Shear in op de zelfmoord van zijn vader, op 28 oktober 1999.
In 2001 tekende Shear bij een andere platenmaatschappij, waarop oude cd's en singles heruitgegeven werden. Dit betekende zijn doorbraak in het EBM-genre. In oktober 2002 wordt zijn derde cd Defiance, uitgebracht, in oktober 2004 gevolgd door zijn vierde album, Storm. Hierop staat ook het nummer Let the Wind Erase Me dat een hit werd in gothic-clubs.
In maart 2007 werd de single Binary uitgebracht, die een 21ste plek bereikte in de US Billboard singles chart. In april 2007 volgde het album Meta.
In 2008 staat Early Rare & Unreleased op stapel, een verzameling van veertien nummers uit de periode 1998-1998.
De naam Assemblage 23 is willekeurig gekozen en heeft geen directe betekenis.

## Discografie

### Albums
| Album met eventuele hitnotering(en) in de Nederlandse Album Top 100 | Datum van verschijnen | Datum van binnenkomst | Hoogste positie | Aantal weken | Opmerkingen |
| ------------------------------------------------------------------- | --------------------- | --------------------- | --------------- | ------------ | ----------- |
| Contempt                                                            | 2000                  | -                     |                 |              |             |
| Failure                                                             | 2001                  | -                     |                 |              |             |
| Addendum                                                            | 2001                  | -                     |                 |              |             |
| Defiance                                                            | 2002                  | -                     |                 |              |             |
| Storm                                                               | 2004                  | -                     |                 |              |             |
| Anderswelt                                                          | 2008                  | -                     |                 |              |             |

### Singles
| Single met eventuele hitnotering(en) in de Nederlandse Top 40 | Datum van verschijnen | Datum van binnenkomst | Hoogste positie | Aantal weken | Opmerkingen |
| ------------------------------------------------------------- | --------------------- | --------------------- | --------------- | ------------ | ----------- |
| Disappoint                                                    | 2001                  | -                     |                 |              |             |
| Document                                                      | 2002                  | -                     |                 |              |             |
| Let The Wind Erase Me                                         | 2004                  | -                     |                 |              |             |
| Ground                                                        | 2004                  | -                     |                 |              |             |
| Binary                                                        | 2007                  | -                     |                 |              |             |